# Calimno (unità periferica)
L'unità periferica di Calimno (in greco Περιφερειακή ενότητα Καλύμνου?) è una delle tredici unità periferiche in cui è divisa la periferia dell'Egeo Meridionale. Il capoluogo è la città di Calimno.
Il territorio comprende le isole di Calimno, Gaidaro, Stampalia, Lisso, Lero, Patmo oltre a numerose isole dell'Egeo.

## Geografia antropica

### Suddivisioni amministrative
L'unità periferica è stata istituita il 1º gennaio 2011 a seguito dell'entrata in vigore della riforma amministrativa detta programma Callicrate. Precedentemente era parte della prefettura del Dodecaneso ed è suddivisa nei seguenti comuni (i numeri si riferiscono alla posizione del comune nella mappa qui a fianco):
- Gaidaro (2)
- Stampalia (3)
- Calimno (4)
- Lisso (8)
- Lero (9)
- Patmo (12)